# 北総鉄道
北総鉄道株式会社（ほくそうてつどう、英: Hokuso-Railway Co.,Ltd.）は、東京都東部から千葉県北西部において北総線を運営する日本の鉄道会社である。 京成グループの企業で、京成電鉄が筆頭株主であるほか、千葉県や松戸市など沿線地方公共団体・都市再生機構（UR）が出資する。本社は千葉県鎌ケ谷市新鎌ケ谷四丁目に所在する。

## 概要
千葉ニュータウンの建設開始に伴い、1972年3月の都市交通審議会（現在の運輸政策審議会）答申第15号が示した2本の東京都心直結ルートの一つを運営するために、同年京成グループ主体により設立されたものである。なお、もう一つについては「千葉県営鉄道#計画路線（北千葉線）」（現在は計画撤回）を参照。
設立当初は第1期新線を1974年度（昭和49年度）、第2期新線を1978年度（昭和53年度）までに開業させる計画であった。1979年に第1期の北初富駅 - 小室駅間、1984年に小室駅 - 千葉ニュータウン中央駅間、1991年に第2期の京成高砂駅 - 新鎌ヶ谷駅間を開業した。千葉ニュータウン中央駅から1995年に印西牧の原駅まで、2000年に印旛日本医大駅まで延長した。2010年には北総線と施設を共用する京成電鉄の成田スカイアクセス線が開業した。
その後、京成電鉄の経営悪化に伴い、千葉ニュータウン建設の事業主体である千葉県、1973年に事業に参加した宅地開発公団（後に住宅・都市整備公団、都市基盤整備公団を経て現在は都市再生機構）および沿線の地方公共団体や金融機関が出資者として加わり、第三セクター会社となった。現在では京成電鉄の経営は当時に比べて改善しているが出資比率等は変わっていない。ただ北総鉄道は第三セクター会社ではあるが、京成グループとして、グループ統一ロゴ等を車両等に掲示している。
京成カード加盟店であり、鉄道定期券のみ利用できる。
営業収益は毎年100億円以上（2024年度は約140億円）あり、2000年度から25期連続黒字である。しかし、建設関連に伴う借入金の額が多く、2025年3月末の時点で固定負債が約486億円残っている。2006年3月末時点では債務超過額が日本全国の第三セクター鉄道の中で第3位だった が、2012年度の中間決算にて開業以来の債務超過を解消し、その後も黒字経営が継続している状態であり、2022年度決算で累積損失を解消している。
|          | 営業収益      | 営業利益     | 経常利益     | 純利益       | 利益剰余金     | 固定負債      | 純資産        |
| -------- | ------------- | ------------ | ------------ | ------------ | -------------- | ------------- | ------------- |
| 2006年度 |               |              | 22億2900万円 | 11億1300万円 | △365億800万円  |               |               |
| 2007年度 |               |              | 24億5300万円 | 13億3300万円 | △351億7400万円 |               |               |
| 2008年度 |               |              | 30億6700万円 | 15億4000万円 | △336億3400万円 |               |               |
| 2009年度 |               |              | 33億100万円  | 18億3400万円 | △301億3000万円 |               |               |
| 2010年度 |               |              | 35億8500万円 | 21億6200万円 | △279億6700万円 |               |               |
| 2011年度 | 154億2600万円 | 48億4800万円 | 37億1600万円 | 21億7300万円 | △257億9400万円 |               |               |
| 2012年度 | 159億2200万円 | 54億1200万円 | 43億9200万円 | 26億6800万円 | △231億2500万円 | 884億1600万円 | 17億7400万円  |
| 2013年度 | 164億700万円  | 55億5800万円 | 46億4700万円 | 28億9100万円 | △202億3400万円 | 858億1800万円 | 46億6500万円  |
| 2014年度 | 162億6400万円 | 48億100万円  | 39億6300万円 | 25億2700万円 | △177億700万円  | 830億6500万円 | 71億9200万円  |
| 2015年度 | 164億8000万円 | 49億7400万円 | 41億7100万円 | 27億6100万円 | △149億4600万円 | 801億200万円  | 99億5300万円  |
| 2016年度 | 168億1600万円 | 47億1800万円 | 40億6900万円 | 28億1100万円 | △121億3400万円 | 769億4300万円 | 127億6500万円 |
| 2017年度 | 175億2300万円 | 41億2600万円 | 35億9100万円 | 24億4900万円 | △96億8500万円  | 743億1300万円 | 152億1400万円 |
| 2018年度 | 177億3900万円 | 42億8600万円 | 38億3200万円 | 26億5200万円 | △70億3200万円  | 709億4400万円 | 178億6700万円 |
| 2019年度 | 177億4800万円 | 41億6000万円 | 37億3900万円 | 26億1800万円 | △44億1400万円  | 677億2700万円 | 204億8500万円 |
| 2020年度 | 134億4700万円 | 22億1000万円 | 18億300万円  | 12億6100万円 | △31億5200万円  | 643億5400万円 | 217億4700万円 |
| 2021年度 | 141億2300万円 | 29億3500万円 | 25億8300万円 | 17億7000万円 | △14億6900万円  | 608億9300万円 | 234億3000万円 |
| 2022年度 | 139億3500万円 | 28億3900万円 | 25億2800万円 | 17億5800万円 | 2億8800万円    | 567億2600万円 | 251億8800万円 |
| 2023年度 | 133億3100万円 | 30億3600万円 | 27億100万円  | 18億7200万円 | 21億6100万円   | 531億1000万円 | 270億6100万円 |
| 2024年度 | 140億400万円  | 33億4600万円 | 30億3200万円 | 29億2200万円 | 50億8300万円   | 485億8000万円 | 299億8300万円 |

## 歴史
北総鉄道は、その設立の経緯から千葉ニュータウンの建設と密接なつながりを持ち、その社史は千葉ニュータウン建設の歴史の一部でもある。また成田空港と都心部のアクセス手段は、東日本旅客鉄道（JR東日本）の成田エクスプレスおよび、それまで京成本線を経由していた京成電鉄のスカイライナーが担ってきたが、北総鉄道の保有する北総線が、成田スカイアクセスの一部区間を担うことになったことも、千葉ニュータウン建設の歴史と共に重要な要素となっており、千葉ニュータウン開発が収縮した後は、沿線開発と空港連絡鉄道としての役割が同社の歴史となっている。
千葉ニュータウンの建設は1966年に千葉県が構想を発表し、1969年に都市計画を決定した。1970年に小室地区から事業が着手されたものの、用地買収が計画通りに進まず、その間に東京圏への人口集中が鈍化し、住宅確保の緊急性が薄れたこともあって、当初の計画から大幅な変更・縮小を余儀なくされていた。これにより、当時都心への唯一の鉄道アクセス手段であった北総開発鉄道の旅客数低迷にも直結し、同社の経営が悪化する主因となった。そのような動きにより、2004年7月に、行政改革の一環として行われた特殊法人の見直しに合わせ、住宅・都市整備公団が鉄道事業から撤退することになったのに伴い、「開発」の名を社名から外して北総鉄道株式会社とし、「北総・公団線」と呼ばれた路線名も「公団」を外して「北総線」とした。
2010年7月17日から、北総線を経由して都心と成田空港を結ぶ成田スカイアクセスの開通により、第二種鉄道事業者として京成電鉄が運行するスカイライナーやアクセス特急が北総鉄道の線路を利用することになり、京成電鉄から得られる路線・施設使用料収入が収益改善に貢献し、2012年に債務超過状態を会社設立から40年かけて解消した。
- 1972年（昭和47年）5月10日：北総開発鉄道株式会社設立。
- 1979年（昭和54年）3月9日：北総線（第1期）北初富駅 - 小室駅間開業[15]。当初は新京成電鉄新京成線（現・京成松戸線）松戸駅まで乗り入れ[15]。
- 1982年（昭和57年）5月：新東京国際空港アクセス鉄道として位置付け。
- 1984年（昭和59年）3月19日：住宅・都市整備公団千葉ニュータウン線小室駅 - 千葉ニュータウン中央駅間が開業し、運営を受託。
- 1988年（昭和63年）4月1日：住宅・都市整備公団千葉ニュータウン線の第二種鉄道事業者となる。同時に第一種鉄道事業区間を含めて「北総・公団線」と改称する。
- 1991年（平成3年）3月31日：北総・公団線（第2期）京成高砂駅 - 新鎌ヶ谷駅間（第1種鉄道事業）開業[16]。
- 1992年（平成4年）7月8日：新京成電鉄新京成線（現・京成松戸線）北初富駅 - 新鎌ヶ谷駅間の連絡線廃止。新京成電鉄新鎌ヶ谷駅の開業に伴う直通運転終了による。
- 1995年（平成7年）4月1日：千葉ニュータウン中央駅 - 印西牧の原駅間（第2種鉄道事業）開業。
- 2000年（平成12年）
  - 7月22日：印西牧の原駅 - 印旛日本医大駅間（第二種鉄道事業）開業。印旛車両基地供用開始。
  - 10月14日：共通乗車カードパスネット対応カードとして、「ほくそうパッスルカード」発売・運用開始。
- 2004年（平成16年）7月1日：商号を北総鉄道株式会社に変更、同時に北総・公団線を「北総線」と改称[12][13][14]。
- 2007年（平成19年）3月18日：PASMOを導入[17]。同時にSuicaと相互利用開始[17]。
- 2008年（平成20年）
  - 1月10日：共通乗車カードパスネットの発売終了。
  - 3月14日：共通乗車カードパスネットの自動改札機での使用を終了。
- 2010年（平成22年）7月17日：北総線全線が京成成田空港線（成田スカイアクセス）の一部となり、スカイライナーおよびアクセス特急が運行を開始[18]。運賃低減の補助金投入による旅客運賃改定を実施し、初乗旅客運賃を大人200円から190円に値下げ[19][20]。
- 2013年（平成25年）
  - 3月23日
    - 交通系ICカード全国相互利用サービス開始によりTOICA、ICOCAなども利用可能となる。
    - 北総線内の東松戸駅・新鎌ヶ谷駅・千葉ニュータウン中央駅でNTTドコモの公衆無線LANサービス「docomo Wi-Fi」が利用可能になる。
- 2014年（平成26年）4月1日：消費税率引き上げに伴う旅客運賃改定を実施し、切符購入時の初乗旅客運賃を大人200円、ICカード利用時の初乗旅客運賃を大人195円とする。
- 2015年（平成27年）2月10日：運賃低減の補助金打ち切りに伴う旅客運賃改定を実施し、ICカード利用時の初乗旅客運賃を大人199円とする。通学定期は据え置き。
- 2019年（令和元年）10月1日：消費税率引き上げに伴う旅客運賃改定を実施し、切符購入時の初乗旅客運賃を大人210円、ICカード利用時の初乗旅客運賃を大人203円とする[21]。
- 2021年（令和3年）4月17日：空間波式デジタル列車無線の使用を開始[注釈 2][22]。
- 2022年（令和4年）
  - 10月1日：旅客運賃改定を実施し、運賃値下げ[23][24]。
  - 10月2日：会社設立50周年。それを記念したほくそう秋まつりが4年ぶりにイオンモール千葉ニュータウンの駐車場で開催[25]
- 2023年（令和5年）4月22日：列車無線を空間波式デジタルに移行完了[26]。

## 路線

路線図（クリックで拡大）

京成電鉄を含めた停車駅表。北総線全線は京成成田空港線と設備を共用する。北総線単独駅は青色で表記。

北総鉄道は32.3kmの路線を有するが、小室駅 - 印旛日本医大駅間は、第三種鉄道事業者の千葉ニュータウン鉄道が線路などの施設を保有し、北総鉄道は第二種鉄道事業者として運行を行っている。なお小室駅自体は北総鉄道が所有している。また京成電鉄が第二種鉄道事業者として成田空港へのアクセス列車を運行している成田空港線（成田スカイアクセス）は、北総線と線路などの施設を共用しており、2010年7月17日の成田スカイアクセス開業後は、京成高砂駅に加え、アクセス特急停車駅の東松戸駅・新鎌ヶ谷駅・千葉ニュータウン中央駅・印旛日本医大駅の各駅が共同使用駅となっている（京成高砂駅以外の管理は北総鉄道が行う）。
- 北総線（第一種鉄道事業）：京成高砂駅 - 小室駅 19.8 km 12駅
- 北総線（第二種鉄道事業。第三種鉄道事業者は千葉ニュータウン鉄道）：小室駅 - 印旛日本医大駅 12.5 km 3駅
- 【廃止】北初富駅 - 新鎌ヶ谷駅 0.8 km（新京成線との連絡線）

## 車両
2019年12月現在、8両編成8本（64両）が在籍するが、自社所有の車両は5本（40両）で、残りの3本（24両）は京成電鉄からのリース車である。そのほか、千葉ニュータウン鉄道所有の8両編成5本（40両）も管理している。便宜上、同社所有車についてもここに記す。千葉ニュータウン鉄道所有車・京成電鉄からのリース車両を含むすべての現有車両が京浜急行電鉄乗り入れ対策のため、先頭車を電動車としている。整備は全て京成電鉄に委託しているが、当初9000形については新京成電鉄に委託して整備されていた。

### 自社車両

#### 現有車両
- 7500形：自社所有車。車体構造やスペックは京成3000形や新京成N800形と同一設計である。2006年2月20日から営業運転を開始。
- 7300形・7800形：元新京成乗り入れ対応車の自社所有車2本（16両）および京成3700形のリース車両3本（24両）。自社所有車は第2期区間開業時から営業運転を開始。

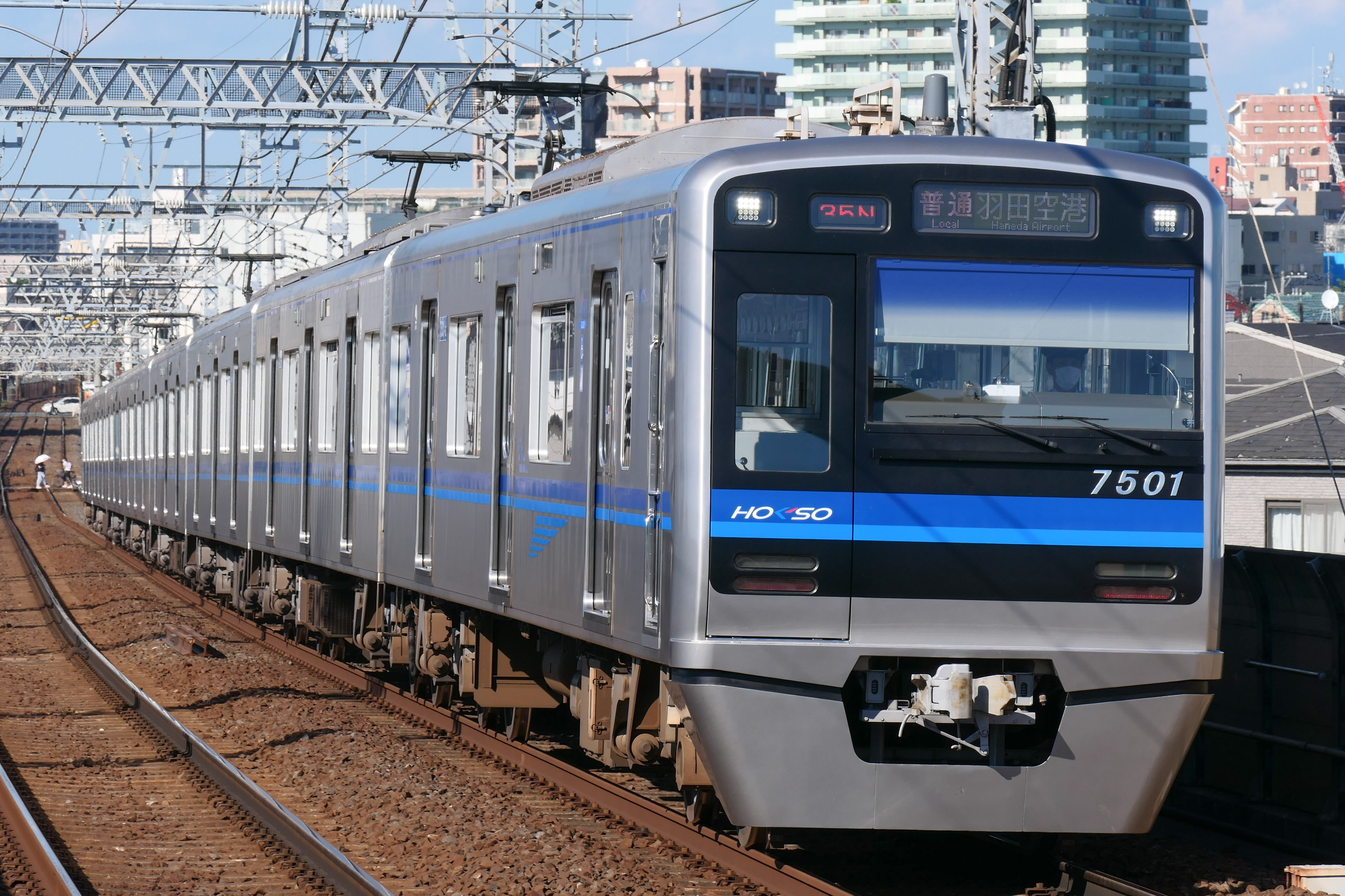
7500形（2021年7月 四ツ木駅）
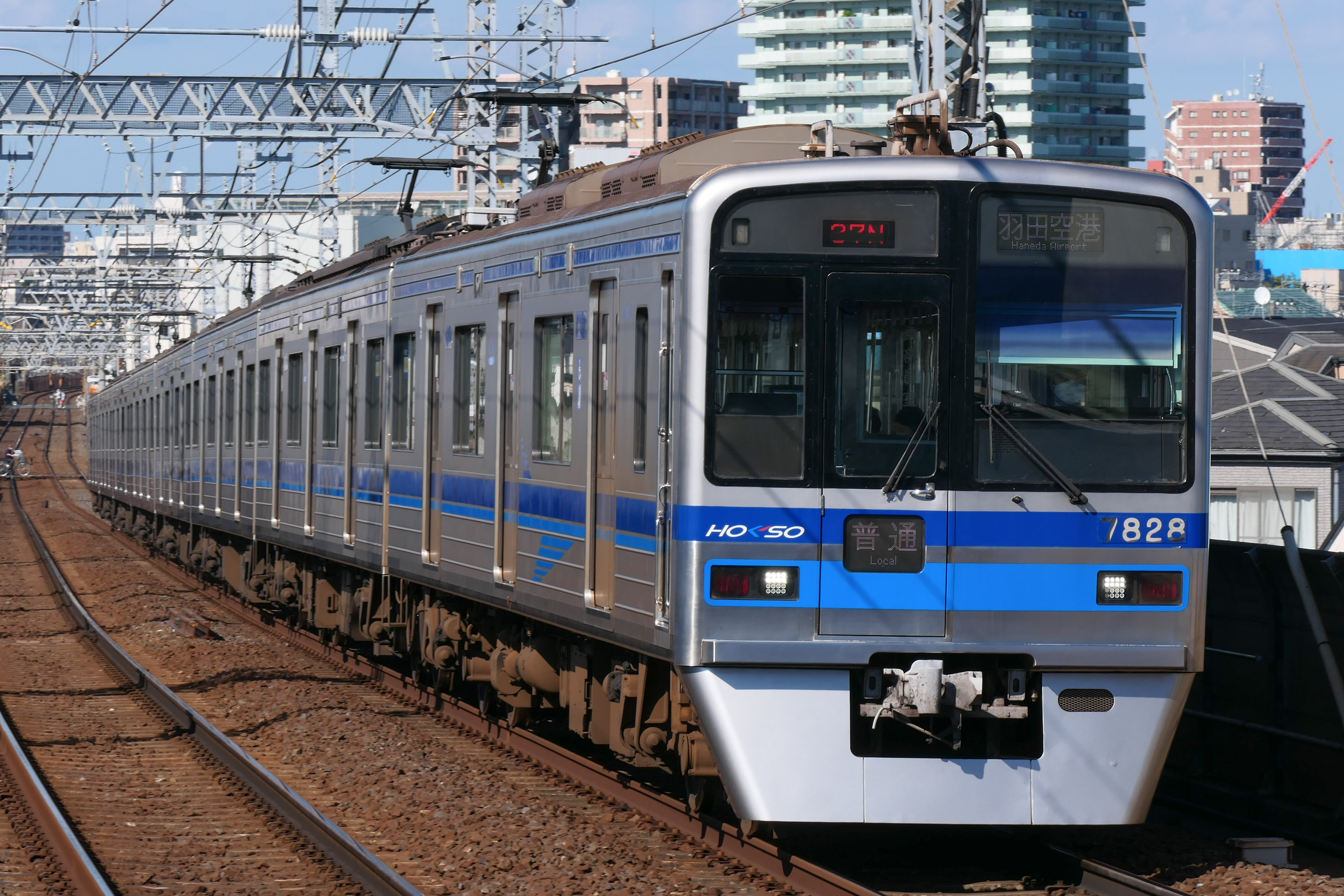
7300形・7800形（2021年7月 四ツ木駅）

#### 過去の車両
- 800形：新京成から購入した車両。塗装は変更されなかったが、車両番号左の新京成の社紋が撤去され、連結面に「北総開発鉄道」のステッカーが貼られていた。新京成への返却（売却）後に車体の車両番号表記がプレート式へ変更された。新京成線以外の他社線や営業運転での第2期線（京成高砂駅 - 新鎌ヶ谷駅間）への入線[注釈 3] は行われなかった。
- 7050形：京成3150形のリース車両。このうち7064編成と7068編成の4連2本は前面帯が標準のものより薄い色だった。
- 7250形：京成3200形のリース車両。2005年度に廃車回送された。
- 7260形：京成3300形のリース車両。2015年3月22日を持って運用終了[27]。
- 7150形：京急旧1000形を譲受の上運用した。このうち4両は末期にカラードア試験を実施した。ただし、新京成電鉄用のSR無線を装備しなかったので、7000形や7300形と違って新京成には入線できなかった。
- 7000形：自社所有車。元新京成乗り入れ対応車。つり革を廃した室内や、固定窓+空調方式の採用、熱線吸収ガラス採用による日除けの廃止、ステンレス車体へのラッピングの採用など、後に設置されたつり革以外は後の多くの車両に引き継がれている斬新なコンセプトにより、1980年ローレル賞を受賞。車体前面がギリシャ文字の“Σ”に似た凹凸がある独特のデザインをしており、ゲンコツ電車と呼ばれる。7500形への置き換えで2007年3月25日のさよなら運転を最後に運転を終了し[17]、全車が廃車された。うち7002編成の印旛日本医大方先頭車7001号が唯一解体を免れ保存されており、普段はカバーに覆われた状態で西白井駅構内に保管されている。

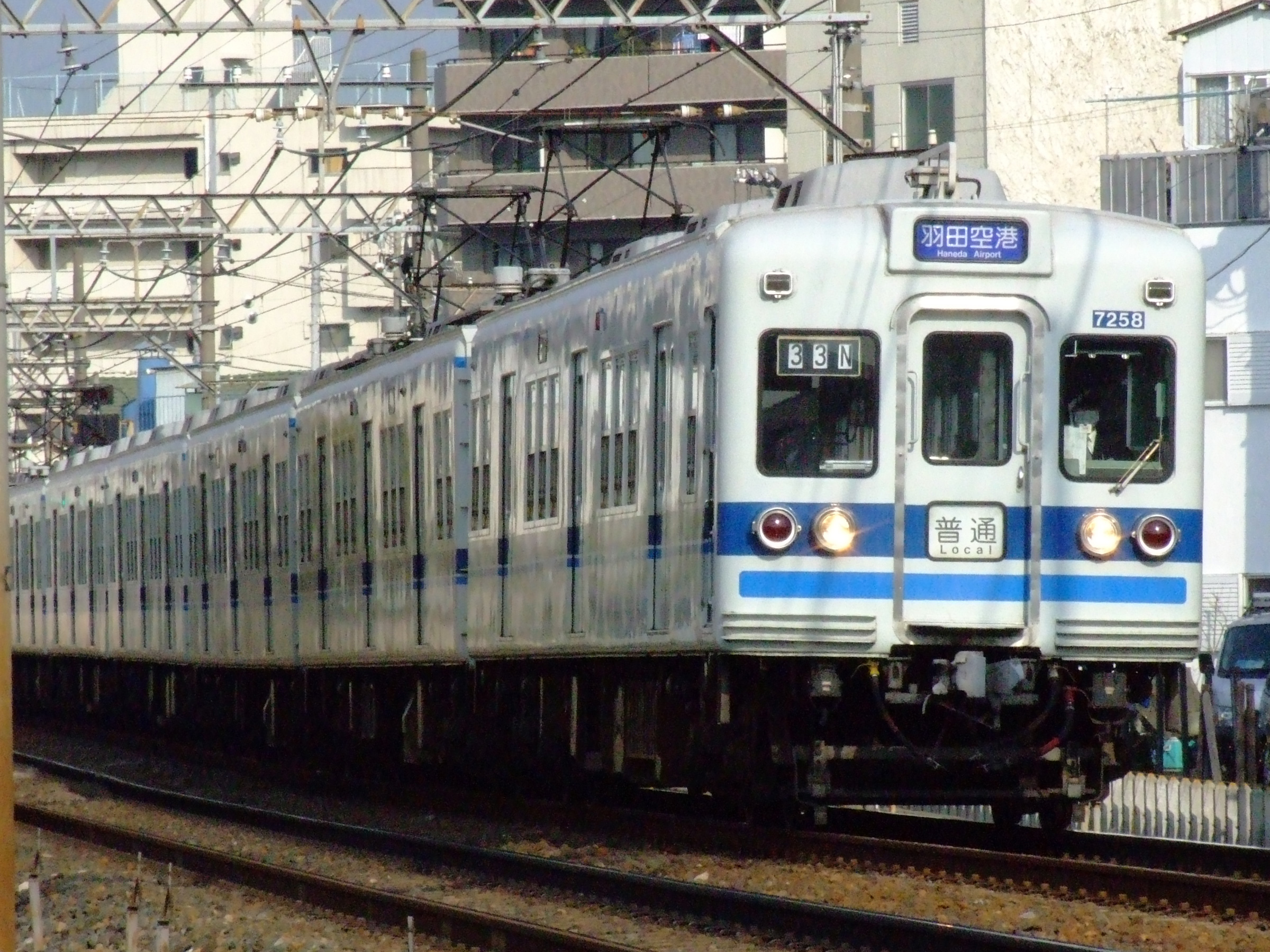
7250形電車（2006年2月）
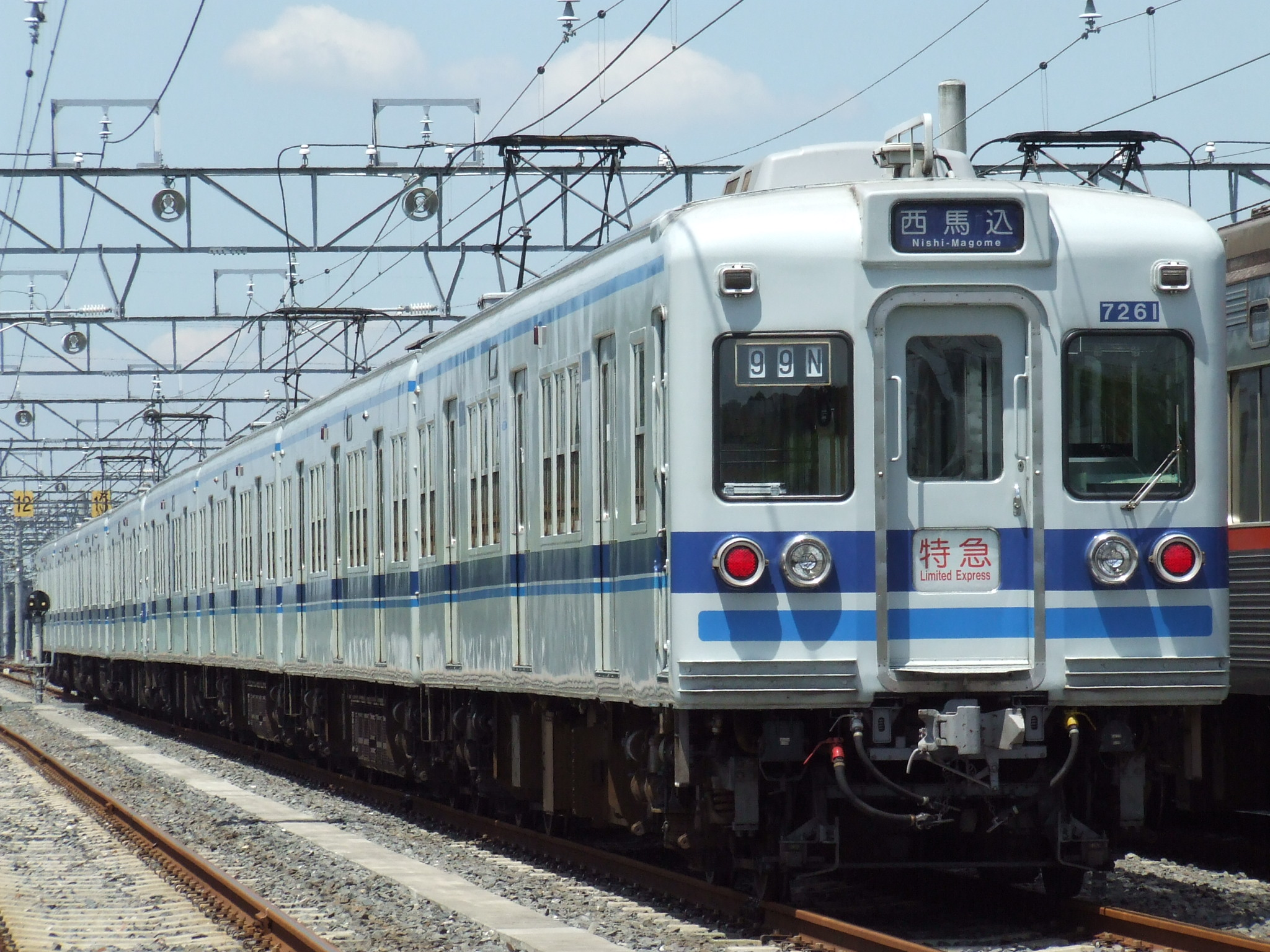
7260形（2007年8月 印旛車両基地）
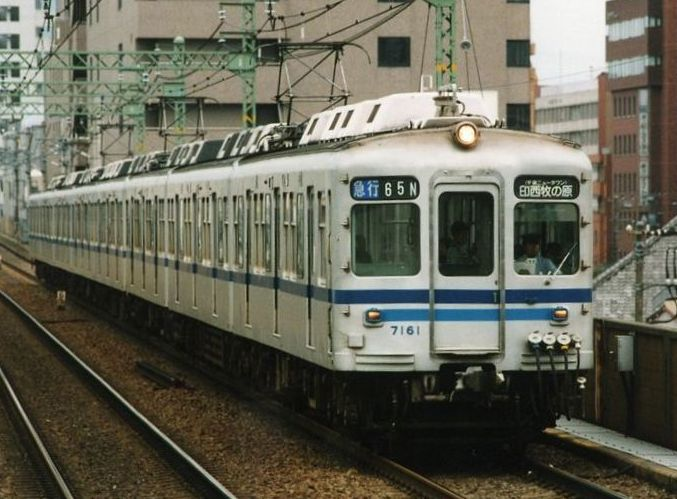
7150形（1995年7月 新馬場駅）
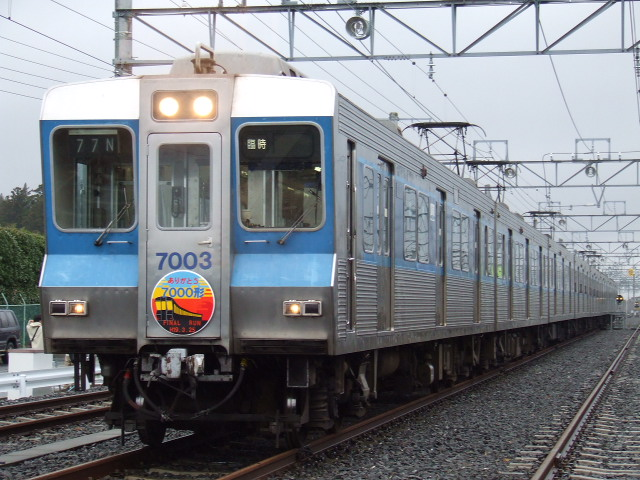
7000形（2007年3月 印旛車両基地）

### 千葉ニュータウン鉄道所有車

#### 現有車両
- 9100形：愛称はC-flyer（シー・フライヤー）。斬新なデザインに加えて車端部クロスシートを装備するが、スペック的には7300形と同じである。印西牧の原延伸と同時に営業運転を開始した。
- 9200形：2013年2月に製造された新型車両で、北総7500形同様、京成グループ標準車体を採用した車両。ラインカラーは水色と黄色である。2013年3月1日営業運転開始[28]。
- 9800形：9000形の置き換えのため、京成3700形のリースを受けた車両。北総7300形とはラインカラーが9200形同様の水色と黄色になっている点で異なる。2017年3月21日営業運転開始[29]。

当時京成車や北総車で千葉ニュータウン中央行の場合、行先表示の「ニュータウン」を大きく表示して千葉中央行と区別していた。
このほか、京成電鉄から一時的に3400形が帯色を変更せずに貸し出されたことがある。

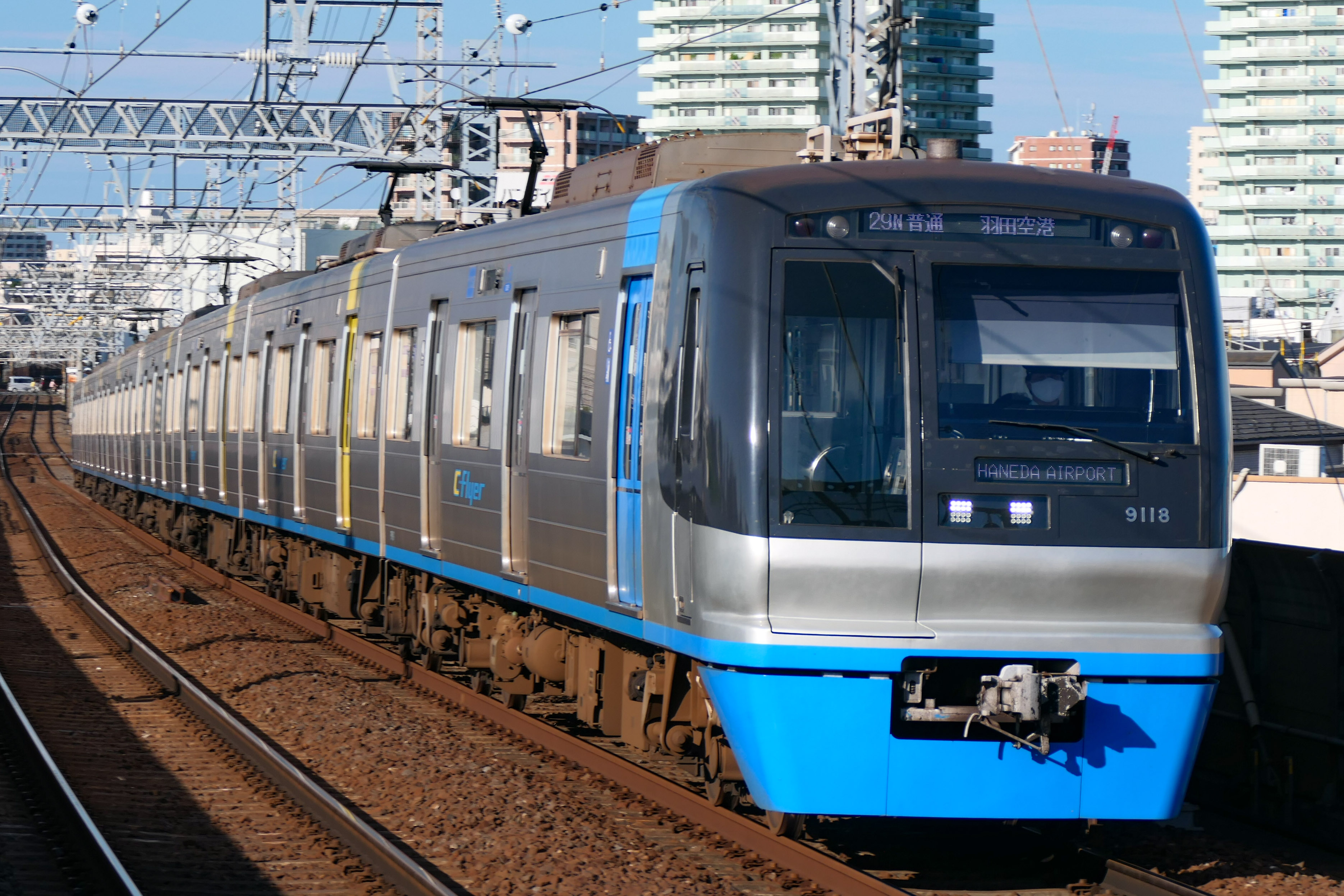
9100形（2021年7月 四ツ木駅）
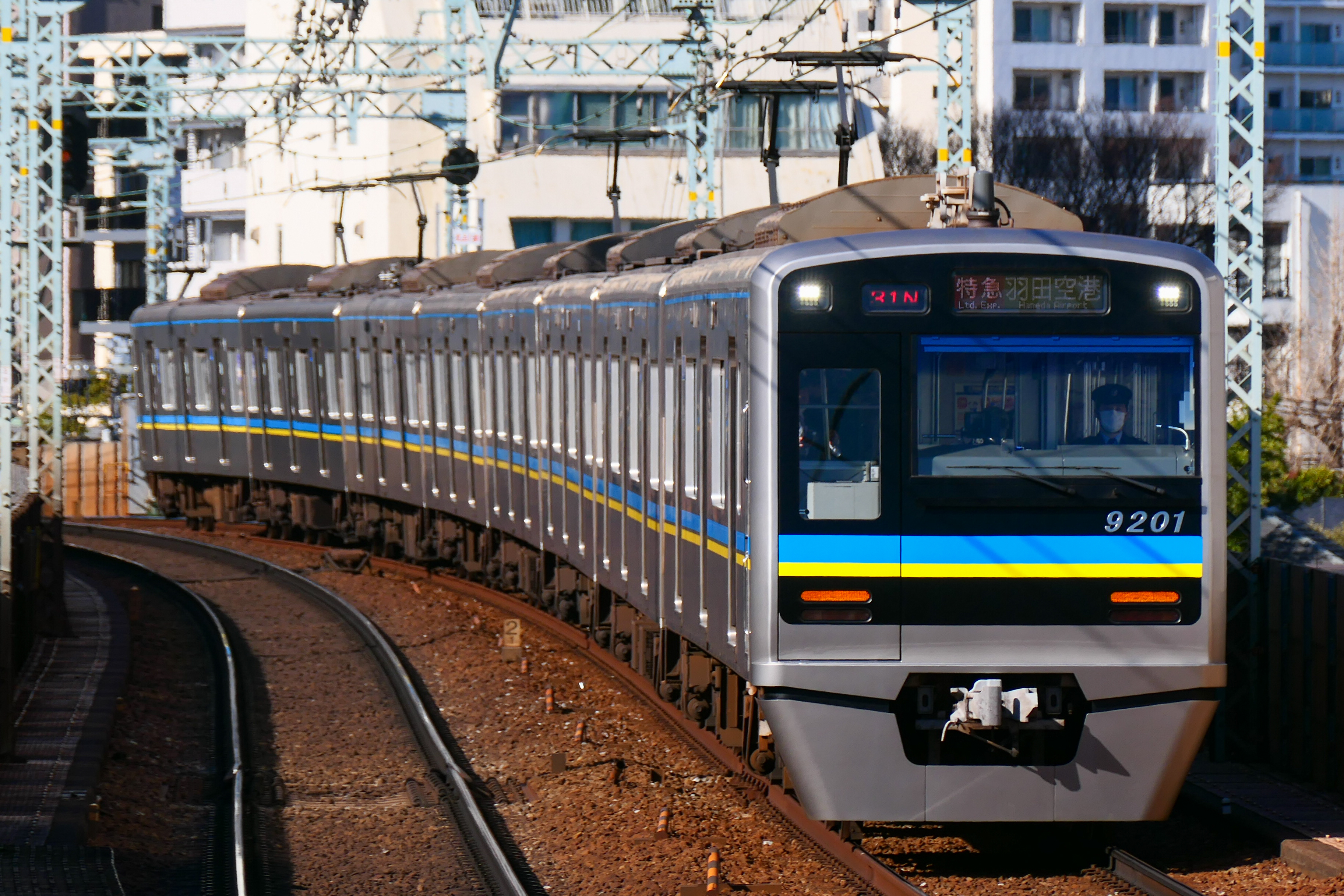
9200形（2023年2月 新馬場駅）
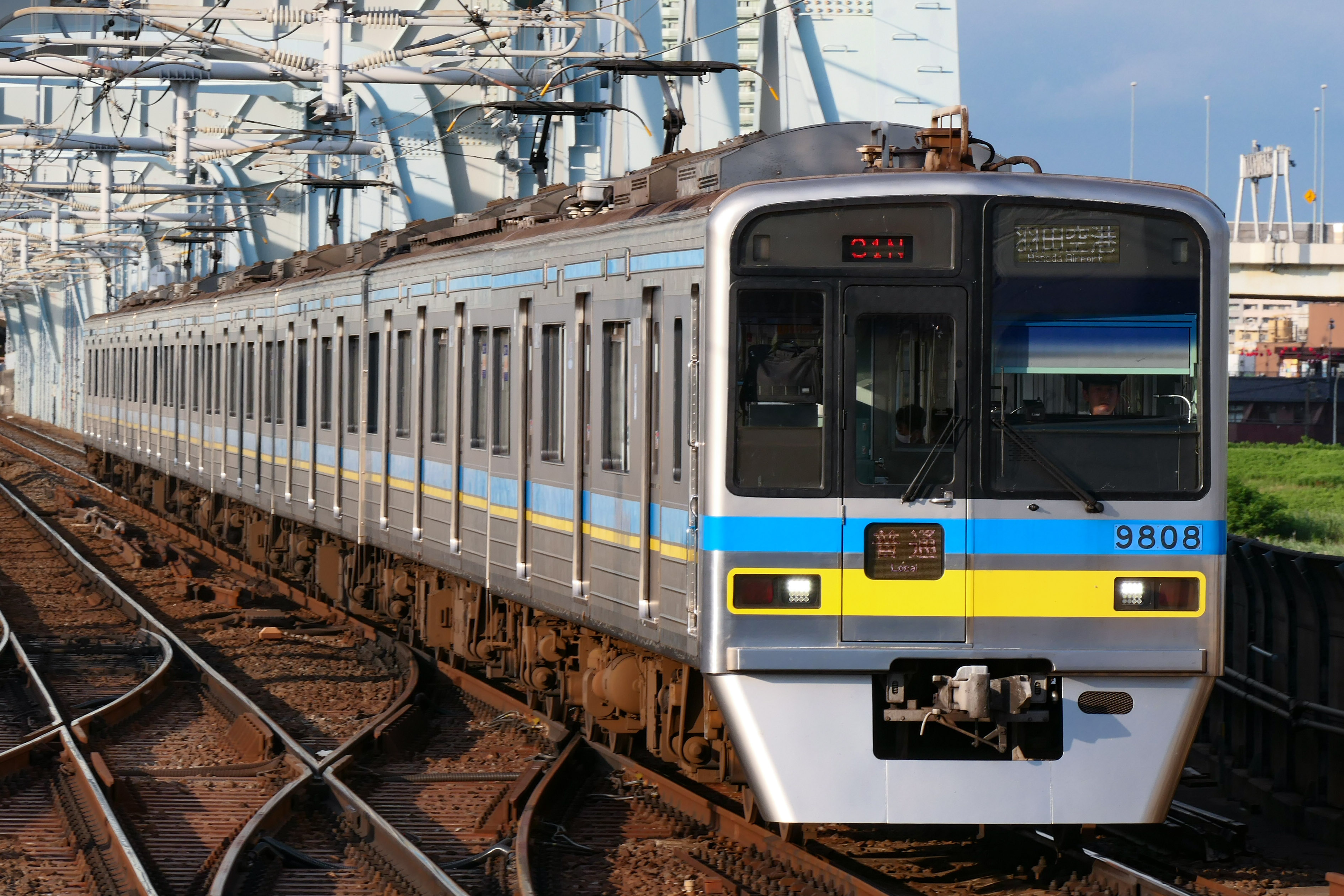
9800形（2021年7月 八広駅）

#### 過去の車両
- 9000形：当初は2000形と名乗っていたが、京急線への乗り入れに際して京急にも2000形があるため、地下鉄1号線乗り入れ協定に準拠して改番された。当時の住宅・都市整備公団千葉ニュータウン線開業と同時に営業運転を開始した。2017年3月20日をもって運用終了。

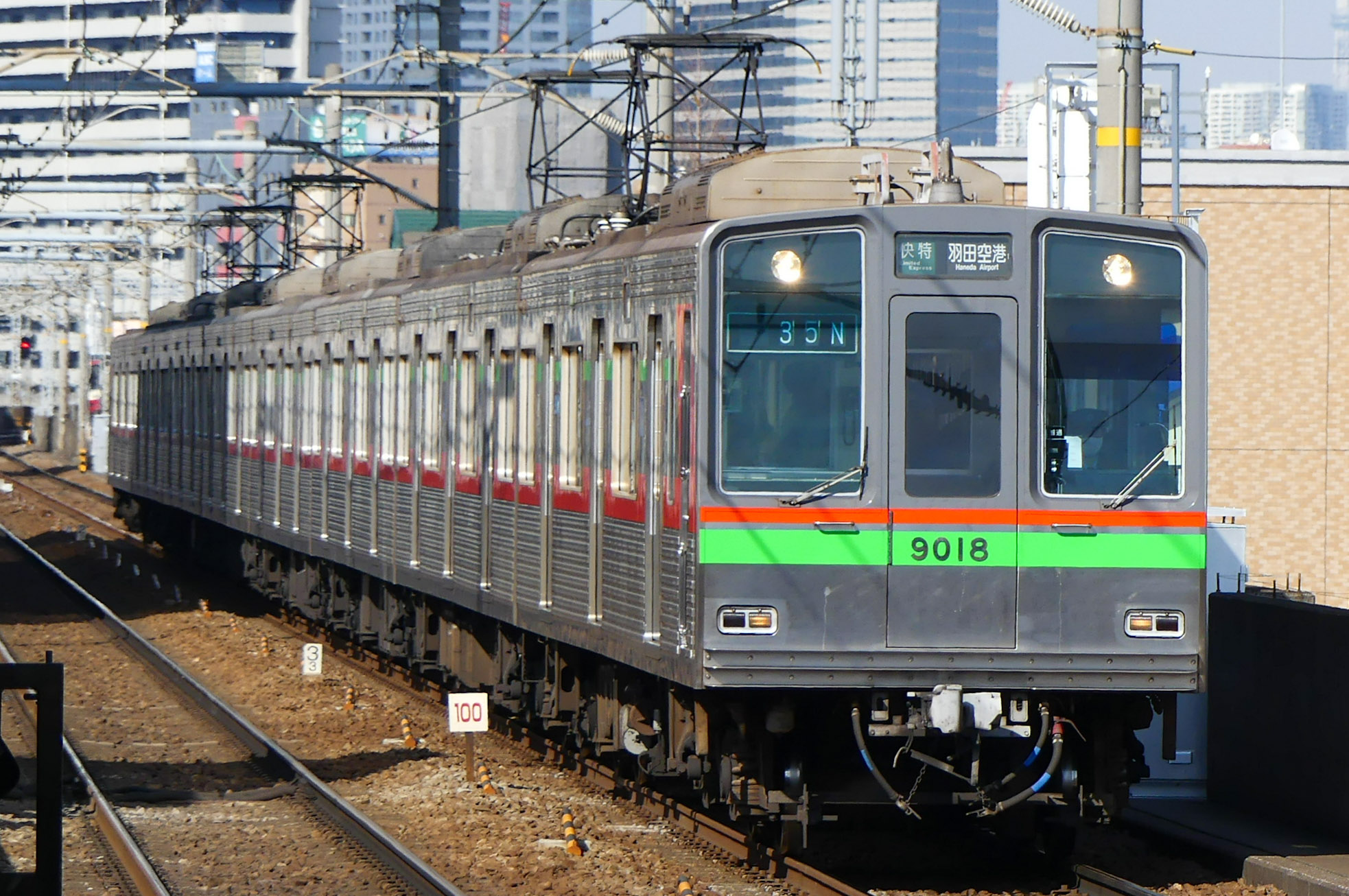
9000形（2017年3月 立会川駅）

## 運賃
北総線全線共通・大人普通旅客運賃（小児半額・ICカードの場合は1円未満切り捨て、切符利用の場合は10円未満切り上げ）。2022年10月1日改定。
| 距離 （km） | IC  | 切符 |
| ----------- | --- | ---- |
| 1 - 3       | 188 | 190  |
| 4 - 5       | 279 | 280  |
| 6 - 7       | 330 | 330  |
| 8 - 9       | 379 | 380  |
| 10 - 11     | 427 | 430  |
| 12 - 14     | 475 | 480  |
| 15 - 17     | 547 | 550  |
| 18 - 20     | 617 | 620  |
| 21 - 23     | 667 | 670  |
| 24 - 26     | 720 | 720  |
| 27 - 29     | 768 | 770  |
| 30 - 33     | 811 | 820  |

- 北総鉄道の乗車券で、券面の区間において京成成田空港線（成田スカイアクセス線）の電車にも乗車可能である。

### 回数券
普通回数乗車券・昼間割引回数乗車券・土休日回数乗車券が発売されていたが、2024年2月29日をもって発売を終了した。発売終了前までに購入した回数券は有効期限まで使用可能。身体障害者・知的障害者用及び通学用（放送大学用と通信教育を行う高等学校用がある）割引回数乗車券は発売を継続する。
発売額はきっぷ運賃の10枚分。いずれも北総線内完結のみの発売で乗継割引はない。
- 普通回数乗車券は11枚綴り。使用制限はない。障害者半額。
- 昼間割引回数乗車券は15枚綴りで日中10 - 16時の間のみ使える。他社と異なり土休日も日中のみの利用に限られる。大人のみ発売で障害者割引適用外。割引率は約33%。
- 土休日割引回数乗車券も15枚綴りで終日使えるが土休日と年末年始のみの利用になる。大人のみ発売。障害者割引適用外。割引率は約33%。

### 乗継割引

#### 普通乗車券・IC利用
- 新柴又駅と京成高砂駅経由で京成電鉄初乗り区間との間を乗車する場合は、大人運賃で20円の割引。
- 北総線内各駅と京成線経由で都営地下鉄各駅との間を乗車する場合は、大人運賃で30円の割引。ただし、大町駅 - 印旛日本医大駅の各駅発着である場合は、40円の割引（北総線内各駅と京成・都営線を経由して東京メトロ線各駅との間で利用する場合は100円（新柴又駅 - 松飛台駅は90円）割引となるが未発売。押上駅や上野駅からメトロ線利用は割引なし）。
- 北総線内各駅と印旛日本医大駅以東の京成成田空港線（成田湯川駅・空港第2ビル駅・成田空港駅）との間を利用する場合は、北総線印旛日本医大接続京成成田空港線の駅との連絡乗車券となる。運賃は印旛日本医大までの北総線の運賃と印旛日本医大駅から京成成田空港線の運賃を合計した後、両社の営業キロを合計し京成成田空港線の運賃となるよう乗継割引を適用した金額となる。

- デジタル乗車券の販売も開始しており、「RYDE PASS」アプリで購入可能となっている。

#### 定期券
- 北総-京成押上線-都営地下鉄は各社5%ずつの割引。都バス・都電については地下鉄連絡割引にならない。
- 北総-京成押上線-都営地下鉄-京急・東急・京王については北総・京成・都営の5%引のみ適用。
- 北総-京成押上線-都営地下鉄-東京メトロは北総・京成が5%、都営・メトロが15%引。
- 北総-京成押上線-東京メトロは北総・京成のみ5%引。
  - 3・4社連絡で発売出来ない区間の場合は先に地下鉄などの他社で購入した定期券を提示する事で北総・京成の割引が受けられる。
  - 通学学期定期は北総内のみの発売なので乗継割引対象外。東京都シルバーパスや都営交通無料パスとの併用も割引対象外。

### 連絡乗車券の発売

#### 普通片道乗車券
各駅の券売機（連絡接続駅を除く）における連絡普通乗車券の発売範囲は以下の通り。
- 印旛日本医大経由
  - 京成成田空港線各駅
- 京成高砂経由
  - 千原線を除く京成線各駅
  - 押上経由都営線各駅
  - 押上・泉岳寺経由京急線各駅
- 新鎌ヶ谷経由
  - 京成松戸線各駅

#### 定期券
連絡定期券の発売範囲は以下の通り。
- 印旛日本医大経由
  - 京成成田空港線各駅
  - （京成成田空港線・空港第2ビル経由）京成線
- 京成高砂経由
  - 京成線
  - （京成線・京成関屋・牛田経由）東武線
  - （京成線・押上経由）東京メトロ線・東武線
  - （京成線・押上経由）都営線各駅
  - （都営線・泉岳寺経由）京急線各駅
  - （都営線・目黒経由）東急線
  - （京成線・日暮里経由）JR東日本線
- 新鎌ヶ谷経由
  - 京成線
  - （京成線・新津田沼・津田沼経由） JR東日本線
  - （京成線・松戸経由） JR東日本線
  - 東武線
  - （東武線・柏または船橋経由） JR東日本線
- 東松戸経由
  - JR東日本線

経路や駅によっては発売できない場合がある。グリーン定期券やモーニングライナー定期券「モーニングPASS」も購入出来ない。

## 運賃問題

### 背景
北総鉄道は、東葉高速鉄道などと並び、首都圏の通勤路線の中でも運賃が際立って高い。これは、元々の建設費用が高く付いたことと、千葉ニュータウン事業計画の未達（当初の計画人口34万人に対して2021年12月末時点の人口は計画人口の3分の1にも満たない、105,175人）による利用の少なさに由来する。中距離の運賃設定は、周辺他社と比較して特に高額となっており（距離に対する運賃額は「運賃」の節を参照）、路線バスの運賃を上回るケースもある。
東京都心や、羽田空港方面など京急線との間を利用する場合は、乗継割引が若干あるものの直通先に京成電鉄・東京都交通局（都営地下鉄）・京浜急行電鉄と事業者が連続することから、事業者ごとにそれぞれの運賃が加算され、トータルで更に高額となる。

### 定期券割引
北総鉄道の定期券の割引率について、通勤定期1か月の割引率は月31日換算で30%、月28日換算で25%である（都営線まで乗り継ぐ場合は3社線割引で京成・北総線分は5%引きとなり割引率は33.5%となる）。6か月有効の定期券で割引率40.15%となり、月21日（2022年10月の値下げ前は22日）以上利用しない場合は、回数券の単価の方が安価となる。特に日中・土休日回数券は10枚分の金額で15枚綴なので（割引率33.3%）勤務形態によってはこちらが安くなる。
クレジットカードでの購入は京成カードに限られていたが、2020年4月1日から他ブランドでも購入可能になっている。高額なため「利用可能枠を確認下さい」という旨の掲示がある。PASMO定期券で発行した場合、所定の手数料がかかるものの紛失しても再発行が可能である。デビットカードは使えない場合がある。
なお、沿線の印西市・白井市では過去に「北総線通学定期券助成」制度を設けていた（有効期間が2010年7月16日を超えない通学定期券のみ有効だった）が、後述の値下げ実施に併せて定期券の割引率も引き上げられたため終了した。

### 沿線住民・自治体の動き
成田スカイアクセス開通後は、北総線の線路で京成電鉄が空港アクセス列車を運用しているため、北総鉄道に線路・施設使用料収入が見込まれることから、沿線市町村・一部県議会の議員は、北総線の運賃を引き下げるよう関係機関などに求めている。
北総線沿線自治体の市民有志は「財布落としても定期落とすな」と言われると国会でも指摘された北総線の高額な運賃の現状、および成田スカイアクセスの運賃が、北総線沿線利用者の高負担で支えられている現状を改善する事を目的として、有志グループ「北総線の運賃値下げを実現する会」を結成し、北総線の運賃値下げを求める住民運動を起こした。
2010年5月、沿線住民ら5人は国を相手に、京成への運賃認可取り消しを求め提訴した。2013年3月26日「運賃設定に問題は認められない」として東京地方裁判所は原告敗訴の判決を下した。原告は控訴したが、2014年2月19日に東京高等裁判所は控訴棄却、2015年4月21日に最高裁判所も同じく上告棄却としたため、原告敗訴が確定判決となった。
2013年10月には沿線有志自ら、印西市高花地区（千葉ニュータウン中央駅から3kmほど）から新鎌ヶ谷駅に至る路線バスを走らせる実証実験を始め、2014年6月から「生活バスちばにう」として本格運行することとなった。路線バス運行は、鎌ヶ谷観光バスに委託し、30 - 60分間隔（24往復）・大人片道300円（IC乗車カードは使用不可）・所要20 - 30分で、月 - 金曜日（祝日含む）のみ運行を開始した。
印西市は北総鉄道の株主であり、同市の板倉正直市長は千葉ニュータウン鉄道が京成電鉄と北総鉄道から徴収する線路利用料の格差に着目して、株主として運賃引き下げを求めている。

### 国会における議論
2009年の第171通常国会・衆議院総務委員会（2009年3月13日）では、成田国際空港周辺整備のための国の財政上の特別措置に関する法律（成田財特法）の改正案の審議の中で、民主党の田嶋要がこの問題を取り上げた。国土交通省鉄道局次長は「千葉県と関係市町村で構成される北総鉄道利用促進協議会に参画し意見を言って行きたい」とこれまで通りの答弁をし、成田財特法によるインフラ整備や運賃を下げるための資金援助といった北総鉄道への支援については消極的な姿勢を示した。

### 周辺自治体からの補助金
2009年11月の北総鉄道・京成電鉄と千葉県及び沿線8自治体（市川市・松戸市・鎌ケ谷市・白井市・船橋市・印西市・本埜村・印旛村。2村は2010年3月に印西市に編入し、現在は沿線6市）との合意に基づき、2010年2月19日、成田スカイアクセスの開業日（同年7月17日）決定と同時に運賃の認可も行われ、北総鉄道も運賃改定の認可を行い、成田スカイアクセスの開業日から運賃値下げを行うことになった。初乗り運賃は200円から190円になるなど普通旅客運賃は平均4.9%、通勤定期は1.1%、通学定期は平均25%の値下げとなった。
しかし、この問題をめぐっては白井市議会が補助金支出を否決。最終的に横山久雅子市長の専決処分により拠出されたものの、2011年の市議選・市長選まで混乱が続いた。
北総鉄道は、2012年度に債務超過が解消し、これを受けて白井・印西両市が、現行の補助金支出の期限である2015年3月を以って、補助金拠出を打ち切ることを表明した。これにより、現状のスキームの維持は困難となり、2014年4月、沿線6市は補助金拠出終了を正式に表明した。これを受けて、北総鉄道は通学定期券を除いて運賃の値下げ幅の縮小（値上げ）を表明した。
2014年12月19日、北総鉄道は、2015年2月10日から運賃を変更する旨、国土交通省に届出を行った。なお、千葉県及び関係市町村の補助金拠出が2015年4月で終わるのに対し、運賃の値上げは2月からとなった。これは、PASMOシステムの更新時期と合わせる必要があったためである。

### 運賃値下げ
2021年6月23日の千葉県議会代表質問において、熊谷俊人知事は「（北総鉄道の）室谷正裕社長に高運賃問題を検討するよう要請したところ『値下げの可能性の検討に着手したい』との話があった」と明かした。
その後、北総鉄道は2021年11月19日、沿線人口の増加や2022年度中に累積赤字が解消できる見込みが立ったことなどを背景として、2022年10月1日から普通運賃で最大100円、通学定期（1か月分）で最大1万円以上の値下げを行う旨の運賃変更届け出を国土交通省に対して行ったと発表した。これにより、現行の運賃と比較した値下げ率では普通運賃で11.6%、通勤定期で13.8%、通学定期で64.7%となり、大手私鉄とほぼ同水準になるとしている。ただし、通勤の割引率は殆ど変わらずIC運賃43回分（端数切上げ）が切符運賃42回分になった程度である（例:改定前は380円区間で通勤定期16150円のところ、改定後の新たな380円区間では15960円と200円しか下がっていない）。それでも千葉都市モノレールと同程度の運賃設定になる。沿線自治体からは地域の更なる活性化や利便性の向上に繋がるとして歓迎のコメントを出している。

## 合理化に関する取組みとその後の展開
開業当初、駅務業務に関して徹底した合理化が図られており、1979年（昭和54年）当時としては画期的であった。
全駅に自動券売機・自動改集札機・自動式乗越精算機が設置され、各駅には出改札要員を一切配置せず、集約化された定期券の発売業務を除き、出改札業務の総てが機械化・無人化されていた。昭和50年代半ばにも拘わらず、開業当初は有人による出改札口を備えた駅が存在しなかった。非磁気化券を所持している旅客が出場する場合、たとえ運賃精算が不要であっても、各駅に設置された精算機で磁気化された出場券に交換のうえ自動改集札機で出場する駅務システムで、非磁気化券所持者が出場するためには、精算機による切符交換が常に必要であった。
しかし、当時は直通運転先の終点である新京成電鉄松戸駅が、国鉄との共同使用駅であり改札口が分離されていなかったこと、また国鉄や新京成電鉄などが自動改集札機に対応していなかったことから、非磁気化券を所持する旅客がそのまま到着するケースが想定外に多く発生した。結果として各駅からの精算・切符交換要求が集中すると、精算機による処理に非常に長い時間を要する事態となり（特に、常磐緩行線の乗り入れ先である営団地下鉄や、その先の乗り入れ各社線からの乗車券の精算に時間を要した。）、当該旅客から大きな不評を買う結果となった。
自動式精算機とはいえ、実際には、指令センターの係員が、精算機に内蔵された小型カメラで券面を読み取り、コンピュータを操作して精算するという半自動方式の駅集中管理システムで、新鎌ヶ谷駅（開業当初は信号所）から遠隔操作で行なっていた。読み取り面に収まれば、磁気化券・非磁気化券の別を問わず、他の鉄道事業者が発売したあらゆる乗車券類の精算が可能で、直通運転先の松戸駅以遠からの旅客にも配慮した便利なシステムであったが、複雑な精算は運賃表と電卓片手による手計算で、計算に時間を要するにも拘わらず、各駅における精算機の設置台数や、センターにおける処理機器数、また、それを操作する要員数も少なかったことから前述のような結果となり、このシステムが長続きすることはなかった。
その最大理由は、精算に要する時間と切符交換を必要とする旅客数との見込み違いによる誤算であった。1本の列車は次々と各駅に到着してゆくが、最初の停車駅に到着した旅客の精算業務が終わらないうちに、当該列車は次駅に到着してしまい、新たにそこからの精算要求が加わり、その後、当該列車が次々駅に到着すると、更に精算要求が加わるという「雪だるま式」の状態が多発し、捌ききれない旅客が、日々長時間待たされるという結果が生じることとなった。特に、小室駅方面行きの下り列車においては、非磁気化券所持者に加えて、松戸駅以遠の国鉄常磐線からの無札旅客も加わるため、この状況は、特に顕著であった。
当時の千葉ニュータウンは開発途上にあり、最初に開発に着手した千葉県の関係者に加え、当時の「宅地開発公団」、「日本住宅公団」やその関係者らが日本全国から少なからず来訪する状況にあったが、このシステムの設計段階においては、このような来訪者の存在を想定はしていたものの、数量を過少に捉えており、また、精算内容も、域内交通としての比較的単純なものを想定していたため、いざ開業してみると、実際には、このような旅客を捌き切れない状況となってしまった。
当時、連絡運輸を行なっていたのは新京成電鉄のみで、それ以外の鉄道事業者では、当線まで有効な乗車券を発売することはできなかった。このため、例えば、関西圏からの出張旅客が「東京都区内」までの有効な乗車券を所持している場合、東京駅で新幹線改札口を出場すると、その後はまったく無改札のまま、国鉄常磐線松戸駅を介して当線各駅に到着することになる他、営団地下鉄と相互乗り入れを行なっていた東武鉄道、東京急行電鉄、小田急電鉄などからの旅客は、最遠でも千代田線綾瀬駅までの乗車券しか購入できず、千代田線→<直通>→常磐緩行線松戸駅を介して、同様に無改札のまま到着する状況にあった。
このため1982年頃には、自動式精算機による運賃精算や磁気化券への交換を諦めて精算機の使用を停止、各駅に有人窓口を設置して精算等の業務にあたるようになった。また精算機の使用停止前から、小室行き列車到着時に係員が精算機の前に立ち、精算不要の非磁気化券を持つ旅客に対して、手渡しで出場券に交換することも常態化していた。
機械化・無人化による駅務業務の合理化という、当時としては時代を先取りした画期的な計画は実用化には至らず、その後の都心直通運転を開始した1991年に、このシステムは正式に廃止された（自動券売機、自動改集札機はその後も継続使用）。
このシステムは、北総での使用停止後、20世紀末に改良を加えた上で名古屋鉄道が採用するまでの間、他の鉄道事業者での採用事例は皆無であった。

## その他
- 千葉ニュータウンの新設鉄道であり、第1期線開業前には総合的なデザインポリシー委員会を設置し、部内外の専門家によって約半年間に渡って車両デザイン等の検討が重ねられた。主だったところでは車両内外のデザイン・配色やつり革の撤廃、案内表示類に全面的に写植対応可能なナール・ヘルベチカの採用などがある。
- 第1期線開業直前まで、ホーム上の駅名標を電車に対してどちらに向けるかで揉めて結論が出ず、結果電車に対して平行・直角の4面に設置することとなった（現在は交換され、電車に対して平行の通常タイプのみとなっている）。なお、第2期線では最初から電車に対して平行の通常タイプのみを設置している。
- 鉄道施設をテレビや映画の撮影用などに積極的に提供し、その使用料を収入とする営業活動が早くから行われている[58][59]。これは知名度向上のためにも受け入れているものである[58]。
- かつては、2007年限りで廃止された「サントリーオープンゴルフトーナメント」の前売り券を北総線の駅売店で販売していたことがあった。これは、会場の習志野カントリークラブや総武カントリークラブが沿線にあるためである。
- 現在、北総鉄道の踏切は京成高砂駅構内にある高砂1号踏切及び2号踏切（共に京成と共用で北総線の開通前より存在）のみで、北総線単独のものは存在しない。なお、かつて新京成線との直通を行っていた時代は、北初富駅東側の新京成線との分岐点付近の連絡線上に1か所踏切が存在した。